# Elisabeth Megnet
Elisabeth Megnet (* 16. März 1930 in Langenthal, Kanton Bern) ist eine Schweizer Kalligrafin, Schriftdesignerin und Scherenschnittkünstlerin.

## Leben und Werke
Elisabeth Megnet wuchs in ihrem Geburtsort Langenthal auf und absolvierte eine Ausbildung zur Schneiderin.
Ihre eigentliche Begeisterung galt jedoch bereits früh der Kalligrafie, der sie sich jedoch erst in ihrer zweiten Lebenshälfte widmen konnte. Sie besuchte Kurse an den Kunstgewerbeschulen in Zürich, Bern und Basel und nahm Unterricht bei Grafikern und Kalligrafen in der Schweiz und im europäischen Ausland. Zu ihren Lehrern in Basel zählte auch der Schweizer Typograf André Gürtler. Mit namhaften Kalligrafen, darunter der in Paris lebende irakische Schriftkünstler und Maler Hassan Massoudy, stand Megnet in Kontakt. Ihr Wissen gab sie später als Lehrerin weiter.
Eine von Megnet entwickelte neue Schrift, deren Grundstil auf den gotischen Minuskelschriften des 13. Jahrhunderts basiert, wurde 1992 unter der Bezeichnung «Grace» in den Schriftenkatalog von Linotype aufgenommen.
Elisabeth Megnet war Gründungsmitglied der Schweizerischen Kalligrafischen Gesellschaft. Für deren Vereinsorgan, die «Mitteilungsblätter der Schweizerischen Kalligraphischen Gesellschaft», verfasste sie regelmässig Beiträge. Im Jahr 1994 gestaltete sie das Titelblatt der Ausgabe Nr. 5.
Im Frühjahr 2011 zeigte das Langenthaler Museum Werke der damals schon über 80-jährigen Künstlerin zusammen mit filigranen Schmuckstücken der Brüder Geissbühler in einer Ausstellung mit dem Titel «Filigrane Preziosen».